# Hato-Lete
Hato-Lete (Hatulete) ist eine osttimoresische Aldeia im Suco Maulau (Verwaltungsamt Maubisse, Gemeinde Ainaro). 2015 lebten in der Aldeia 47 Menschen.

## Geographie und Einrichtungen
Hato-Lete liegt im Südwesten des Sucos Maulau. Östlich befindet sich die Aldeia Tara-Bula, nordöstlich die Aldeias Laca-Mali-Cau und Ussululi und nördlich die Aldeia Aihosan. Im Südwesten grenzt Tara-Bula an den Suco Edi und im Westen an den Suco Fatubessi. Den Norden von Hato-Lete durchquert die Überlandstraße von Maubisse nach Turiscai. An der Straße und einer Abzweigung liegt im Nordosten der Aldeia der Ort Hato-Lete. Hier befindet sich auch eine Grundschule.